# Préchacq-Josbaig
Préchacq-Josbaig är en kommun i departementet Pyrénées-Atlantiques i regionen Nouvelle-Aquitaine i sydvästra Frankrike. Kommunen ligger i kantonen Navarrenx som tillhör arrondissementet Oloron-Sainte-Marie. År 2022 hade Préchacq-Josbaig 295 invånare.

## Befolkningsutveckling
Antalet invånare i kommunen Préchacq-Josbaig
| Referens: INSEE |